# Lucius Fox
Lucius Fox é um personagem fictício da DC Comics, integrante das histórias em quadrinhos do super-herói Batman. Como um personagem secundário, ele é dirigente da Wayne Enterprises e ajuda, sem saber, o herói a receber seus equipamentos.

## Quadrinhos
Lucius Fox é um personagem fictício dos quadrinhos da DC Comics, criado por Len Wein e John Calnan, cuja primeira aventura foi na revista Batman #307 (janeiro de 1979). Ele é um coadjuvante das aventuras do Batman, que atua como o administrador dos negócios de Bruce Wayne e que aparentemente desconhece as necessidades de Batman por equipamentos e financiamento das operações contra o crime Ele ajuda Bruce Wayne a fazer os acessórios do Vigilante Batman, mais conhecido por ajudar Batman a criar o Batrangue, Batmovel, Batgarra e sua clássica roupa de Batman.
Diretor-executivo das Empresas Wayne, Fox tem o " Toque de Midas", a habilidade de fazer um negócio em ruínas para se tornar um bem sucedido conglomerado. Fox foi contratado quando as Empresas Wayne estava em baixa, trazendo equilíbrio à economia, negócios e até mesmo foi responsável pelo projeto que produziu o protótipo que mais tarde se tornaria o Bat-avião.  Além disso, gerencia os assuntos da Fundação Wayne, enquanto Bruce dita as políticas gerais da organização. Desde que foi contratado por Wayne, Fox tem consistentemente recebido ofertas de outras empresas que desejam alavancar sua experiência. Fox optou por ficar desde que recebeu uma liberdade sem precedentes para a gestão da empresa.
Em Batman: Haunted Knight (por Jeph Loeb e Tim Sale em 1996), explica que Fox foi resgatado de ladrões por um jovem Bruce Wayne enquanto ele estava em Paris. Mais tarde, Fox pergunta se ele quer começar uma fundação de caridade, cujo acesso Bruce muitos anos depois de decidir que não todo o seu dinheiro deve ser dedicado a luta contra a criminalidade.
Muitas histórias fazem alusão a Fox para o segredo conhecido das atividades de seu empregador, embora guarda de seus conhecimentos (entre essas histórias é o filme "Batman Begins"); Mas em qualquer caso, está ciente de que Bruce Wayne não é a playboy idiota que finge ser. Fox tornou-se um aliado valioso para o Batman, não só para ajudar a manter as finanças em equilíbrio, mas porque ele lida com as atividades diárias das Empresas Wayne, permitindo que Bruce Wayne/Batman faz a patrulha da cidade à noite. É também um amigo estimado por Wayne, apesar do fato de que o fato de não ser completamente honesto com ele às vezes dificulta a sua amizade.

## Filmes

### Batman Begins
Neste primeiro filme, Lucius Fox é um chefe de pesquisas e amigo de Alfred Pennyworth, do já falecido Dr. Thomas Wayne e, mais tarde, do próprio Bruce Wayne, que é degradado pelo diretor-geral das Empresas Wayne, William Earle, por vigiar os suprimentos dos projetos abortados e protótipos de pesquisa das Empresas Wayne. Em cima do retorno ao negócio, Bruce Wayne firma uma amizade rápida que o permita nada menos que recrutar o Sr. Fox como seu armeiro para suas atividades como Batman.
O Sr. Fox prova-se inestimável neste papel, mesmo quando é demitido por Earle. Entre outras coisas, fornece a Wayne os materiais que se transformarão eventualmente no Bat-traje e o Bat-móvel. Além disso, o Fox sintetiza o antídoto para a toxina do medo do Espantalho.
A respeito da identidade de Wayne como o Batman, ele diz ao Wayne: "Se você não quer dizer-me exatamente o que irá fazer, quando me perguntarem, não terei que mentir. Mas não pense em mim como um idiota."

### The Dark Knight- O cavaleiro das trevas
Em O Cavaleiro das Trevas, o Sr. Fox está ciente que Bruce Wayne é o Batman e participa ativamente em apoio eficaz como armeiro de Wayne, fornecendo a ele o equipamento adicional tal como o Bat-pod e um novo Bat-traje projetados para uma mobilidade mais eficiente.
Além disso, o Fox participa das atividades de vigilante de seu empregador em "campo" e nas Empresas Wayne como seu assistente técnico e perito em reconhecimento que usa seus deveres profissionais como seu disfarce. Entretanto, desaprova a manipulação do  Batman em sua tecnologia do sonar (ecolocalizador) telemóvel (celular) em um dispositivo usando cada telemóvel (celular) em Gotham para espiar eficazmente a cidade inteira.
Em razão disso o Sr. Lucius Fox disse que não gostaria de tanto poder, e diz que não trabalharia para Wayne enquanto a máquina existisse; então vemos que Lucius Fox pede demissão ao Batman, que é Bruce Wayne,(isso mostra que Lucius Fox sabe que Bruce Wayne é o Batman) entretanto, dizendo que se a máquina ficasse ele não ficaria. Porém após o Coringa ser preso, lembrando das instruções de Batman, que equipou a máquina para se auto-destruir depois desse único uso, Fox digitou seu nome na máquina, o que causou a destruição da mesma. Em seguida, O Sr. Fox anda, afastando-se com satisfação.

### The Dark Knight Rises- Batman: O Cavaleiro das Trevas Ressurge
Em O Cavaleiro das Trevas Ressurge, Fox ainda trabalha na Wayne Enterprises, que está a beira da falência. Ele mantem em segredo os equipamentos da divisão de tecnologia, incluindo os Tumblers (tanques). Quando Bruce Wayne aparece na empresa, Fox mostra um novo veículo voador ("O morcego"). 
Depois que o Batman volta para impedir os planos de Bane com relação a bomba, Fox tenta ajudar a desarmá-la. Quando Talia al Ghul inunda a câmara de fusão que poderia estabilizar a bomba, Fox quase morre afogado. 
Gotham (série de televisão) - Mais recentemente, Lucius Fox (Chris Chalk) apareceu no episódio 21 da primeira temporada da série Gotham, a qual conta a história do Comissário Gordon ao chegar em Gotham, logo que os pais de Bruce são assassinados. Bruce investiga as ações ilícitas das empresas Wayne, e é alertado por Lucius que seu pai, Thomas Wayne, era um bom homem.